# Doksing ili targetiranje
Doksing ili targetiranje je ponašanje u okviru kojeg jedna osoba (dokser) prikuplja podatke o drugoj osobi i objavljuje ih s namerom da osobu prikaže u negativnom svetlu ili je ponizi.
Lični podaci su prava imena žrtve, adresa stanovanja, radno mesto, telefon,i druge lične informacije. Te informacije se šire javnosti putem interneta — bez dozvole žrtve.

## Istorija
Termin doksiranje prvi put se pojavio u svetu internet hakera 1990-ih, gde je anonimnost smatrana svetom. Neki sukobi između rivalnih hakera ponekad bi doveli do toga da neko odluči da „ispusti dokumenta” o nekome drugom, ko je prethodno bio poznat samo kao korisničko ime ili pseudonim. Dokumenta su postala „dox” i na kraju postala samostalni glagol (tj. bez prefiksa „ispustiti”).
- Definicija doksiranja je proširena izvan zajednice hakera i sada se odnosi na izlaganje ličnih informacija. Iako se termin i dalje koristi da opiše otkrivanje anonimnih korisnika.

## Značenje
Doksiranje je postalo sredstvo u kulturnim ratovima, pri čemu hakeri doksiraju osobe sa suprotnim stavovima.
Zloupotrebljeni podaci mogu biti: adrese stanovanja, detalji o radnom mestu, lični brojevi telefona, brojevi socijalnog osiguranja, informacije o bankovnom računu ili kreditnim karticama, lične fotografije. Dokserski napadi  mogu varirati od relativno beznačajnih, do znatno opasnijih, kao što su uznemiravanja porodice ili poslodavca osobe, krađe identiteta, pretnji ili drugih oblika sajber nasilja, pa čak i uznemiravanja u stvarnom svetu.

## Doksver
Doksver je kriptovirološki napad koji je izmislio Adam Jang sa Moti Iungom, koji vrši iznuđivanje doksiranja  putem zlonamernih softvera. Doksver je suprotan ransomveru. U napadu ransomvera (prvobitno nazvanom kriptovirusno iznuđivanje), zlonamerni softver šifruje podatke žrtve i zahteva plaćanje da bi se obezbedio potreban ključ za dešifrovanje. U doksveru kriptovirološkom napadu, napadač  krade podatke žrtve i preti da će ih objaviti ako se ne plati naknada.

## Uobičajene tehnike
Tehnike doksinga variraju, ali obično uključuju korišćenje javno dostupnih informacija i metapodataka kako bi se identifikovali pojedinci. Nekoliko uobičajenih tehnika doksinga:
1. Pretraga po imenu: Korisnik može koristiti pretraživače kao što su Google, Bing ili druge platforme za pretragu kako bi pronašli javno dostupne informacije o osobi koristeći samo njihovo ime ili korisničko ime.
2. Socijalne mreže: Društvene mreže često sadrže obilje informacija o korisnicima, uključujući njihova imena, slike, mesta stanovanja, radna mesta i druge lične detalje. Doksersi mogu koristiti ove informacije kako bi stvorili detaljan profil osobe.
3. Otvorene baze podataka: Dostupne su različite baze podataka koje sadrže javno dostupne informacije, kao što su registri za vozače, evidencije o nekretninama, javni telefonski imenici i druge relevantne informacije.
4. Analiza slika: Doksersi mogu analizirati slike koje su objavljene na internetu kako bi identifikovali detalje o okolini ili objektima koji se mogu koristiti za otkrivanje lokacije ili drugih informacija o osobi.
5. Tehničke metode: Ovo uključuje korišćenje tehničkih metoda kao što su IP adresiranje, DNS informacije, druge tehnike kako bi se identifikovali podaci o internet korisnicima.

Ove tehnike se često koriste zajedno kako bi se stvorio što detaljniji profil osobe i otkrile njihove lične informacije. Važno je napomenuti da je doksing nezakonit i krši privatnost pojedinca.